# Rachel Goswell
Rachel Ann Goswell, född 16 maj 1971 i Fareham i grevskapet Hampshire, är en engelsk sångerska, musiker och låtskrivare. Goswell blev känd som sångerska och gitarrist i det inflytelserika shoegazingbandet Slowdive i början av 1990-talet. Efter Slowdives splittring 1995 bildade hon, tillsammans med de två resterande medlemmarna Neil Halstead och Ian McCutcheon samt Simon Rowe från Chapterhouse, den country/folk-influerade gruppen Mojave 3. 2004 släppte hon ett soloalbum, Waves Are Universal, genom skivbolaget 4AD.
Goswell har även bidragit med sång på låten "Winter Hill" (Leap of Faith, 1999) av gruppen Cuba, vars medlem Christopher Andrews hon hade ett förhållande med under senare halvan av 1990-talet.
Sedan 2014 är Slowdive återigen aktiva, medan Mojave 3 är lagt på is. I juli 2015 bildade hon supergruppen Minor Victories tillsammans med Stuart Braithwaite (Mogwai), Justin Lockey (Editors) och James Lockey. De släppte sin första singel "A Hundred Ropes" den 22 februari 2016, och ett självbetitlat album planeras släppas den 3 juni 2016.
[uppföljning saknas]

## Utrustning
Rachel Goswells gitarruppsättning från 1993 med Slowdive bestod av en Fender Telecaster, effektpedalen Boss OD-2 Turbo Overdrive, multieffektenheten Yamaha FX-500 samt en komboförsärkare av modellen Roland JC-77 Jazz Chorus 2x10.

## Diskografi
Med Slowdive
- Just for a Day (1991)
- Souvlaki (1993)
- Pygmalion (1995)

Med Mojave 3
- Ask Me Tomorrow (1995)
- Out of Tune (1998)
- Excuses for Travellers (2000)
- Spoon and Rafter (2003)
- Puzzles Like You (2006)

Med Minor Victories
- Minor Victories (2016)

Som soloartist
- The Sleep Shelter EP (17 maj 2004) 4AD BAD 2402
- Waves Are Universal (14 juni 2004) 4AD CAD 2414
- "Coastline"/"Plucked" singel (14 februari 2005) 4AD TAD 2501